# Mistrovství světa ve volejbale mužů 1994
13. mistrovství světa  ve volejbale mužů proběhlo v dnech 29. září – 8. října v Řecku.
Turnaje se zúčastnilo 16 mužstev, rozdělených do čtyř čtyřčlenných skupin, z nichž první tři týmy postoupily do play off. Týmy, které skončily v základní skupině na čtvrtém místě, z turnaje vypadly. Mistrem světa se stalo družstvo Itálie.

## Výsledky a tabulky

### Skupina A
|    |          | GRE | RUS | CAN | ALG | V | P | Skóre | B |
| 1. | Řecko    | *** | 3:2 | 3:0 | 3:0 | 3 | 0 | 9:2   | 6 |
| 2. | Rusko    | 2:3 | *** | 3:2 | 3:0 | 2 | 1 | 8:5   | 5 |
| 3. | Kanada   | 0:3 | 2:3 | *** | 3:0 | 1 | 2 | 5:6   | 4 |
| 4. | Alžírsko | 0:3 | 0:3 | 0:3 | *** | 0 | 3 | 0:9   | 3 |

 Rusko -  Alžírsko 3:0 (15:10, 15:6, 15:3) 
29. září 1994 - Atény
 Řecko -  Kanada 3:0 (15:7, 15:3, 15:12) 
29. září 1994 - Atény
 Rusko -  Kanada 3:2 (10:15, 17:16, 12:15, 15:11, 17:15)
30. září 1994 - Atény
 Řecko -  Alžírsko 3:0 (15:13, 15:1, 15:7) 
30. září 1994 - Atény
 Kanada -  Alžírsko 3:0 (15:10, 15:11, 15:4) 
1. října 1994 - Atény
 Řecko -  Rusko 3:2 (8:15, 15:13, 4:15, 15:12, 15:13)
1. října 1994 - Atény

### Skupina B
|    |           | USA | BRA | GER | ARG | V | P | Skóre | B |
| 1. | USA       | *** | 3:2 | 3:1 | 3:0 | 3 | 0 | 9:3   | 6 |
| 2. | Brazílie  | 2:3 | *** | 3:0 | 3:2 | 2 | 1 | 6:5   | 5 |
| 3. | Německo   | 1:3 | 0:3 | *** | 3:1 | 1 | 2 | 4:7   | 4 |
| 4. | Argentina | 0:3 | 2:3 | 1:3 | *** | 0 | 3 | 3:9   | 3 |

 USA -  Německo 3:1 (15:13, 14:16, 15:4, 15:10) 
29. září 1994 - Atény
 Brazílie -  Argentina 3:2 (7:15, 10:15, 15:4, 15:10, 15:10)
29. září 1994 - Atény
 USA -  Argentina 3:0 (15:10, 16:14, 15:6) 
30. září 1994 - Atény
 Brazílie -  Německo 3:0 (15:1, 15:4, 15:4) 
30. září 1994 - Atény
 Německo -  Argentina 3:1 (16:14, 4:15, 15:8, 15:6) 
1. října 1994 - Atény
 USA -  Brazílie 3:2 (15:12, 15:9, 9:15, 10:15, 15:12)
1. října 1994 - Atény

### Skupina C
|    |           | ITA | BUL | JPN | CHN | V | P | Skóre | B |
| 1. | Itálie    | *** | 3:0 | 2:3 | 3:0 | 2 | 1 | 8:3   | 5 |
| 2. | Bulharsko | 0:3 | *** | 3:1 | 3:0 | 2 | 1 | 6:4   | 5 |
| 3. | Japonsko  | 3:2 | 1:3 | *** | 0:3 | 1 | 2 | 4:8   | 4 |
| 4. | Čína      | 0:3 | 0:3 | 3:0 | *** | 1 | 2 | 3:6   | 4 |

 Bulharsko -  Japonsko 3:1 (16:14, 15:9, 16:14, 15:11) 
29. září 1994 - Soluň
 Itálie -  Čína 3:0 (15:8, 15:8, 15:4) 
29. září 1994 - Soluň
 Čína -  Japonsko 3:0 (15:13, 16:14, 15:6) 
30. září 1994 - Soluň
 Itálie -  Bulharsko 3:0 (15:9, 15:8, 15:11) 
30. září 1994 - Soluň
 Bulharsko -  Čína 3:0 (15:10, 15:11, 15:8) 
1. října 1994 - Soluň
 Japonsko -  Itálie 3:2 (15:4, 17:15, 8:15, 14:16, 17:15)
1. října 1994 - Soluň

### Skupina D
|    |            | CUB | NED | KOR | SWE | V | P | Skóre | B |
| 1. | Kuba       | *** | 3:0 | 2:3 | 3:0 | 2 | 1 | 8:3   | 5 |
| 2. | Nizozemsko | 0:3 | *** | 3:1 | 3:1 | 2 | 1 | 6:5   | 5 |
| 3. | Korea      | 3:2 | 1:3 | *** | 3:2 | 2 | 1 | 6:8   | 5 |
| 4. | Švédsko    | 0:3 | 1:3 | 2:3 | *** | 0 | 3 | 3:9   | 3 |

 Kuba -  Korejská republika 3:2 (12:15, 17:16, 15:9, 9:15, 15:10)
29. září 1994 - Soluň
 Nizozemsko -  Švédsko 3:1 (15:8, 15:9, 12:15, 15:5) 
29. září 1994 - Soluň
 Nizozemsko -  Korejská republika 3:1 (15:7, 13:15, 15:8, 15:6) 
30. září 1994 - Soluň
 Kuba -  Švédsko 3:0 (15:8, 15:9, 15:9) 
30. září 1994 - Soluň
 Korejská republika -  Švédsko 3:2 (15:7, 15:7, 6:15, 9:15, 15:7)
1. října 1994 - Soluň
 Kuba -  Nizozemsko 3:0 (15:12, 15:13, 16:14)
1. října 1994 - Soluň

### Osmifinále
Korejská republika -  Bulharsko 3:1 (17:15, 15:7, 11:15, 15:2) 
4. října 1994
 Rusko -  Německo 3:0 (15:3, 15:9, 16:14) 
4. října 1994
 Nizozemsko -  Japonsko 3:0 (15:8, 15:7, 15:5) 
4. října 1994
 Brazílie -  Kanada 3:0 (15:12, 16:14, 15:10)
4. října 1994

### O nasazení ve čtvrtfinále
Itálie -  Řecko 3:0 (16:14, 15:6, 15:2) 
4. října 1994
 USA -  Kuba 3:0 (15:6, 15:13, 15:5) 
4. října 1994

### Čtvrtfinále
USA -  Korejská republika 3:0 (15:2, 15:4, 16:14) 
5. října 1994
 Itálie -  Rusko 3:1 (15:4, 16:17, 15:3, 15:5) 
5. října 1994
 Nizozemsko -  Řecko 3:0 (15:12, 15:5, 15:5) 
5. října 1994
 Kuba -  Brazílie 3:2 (15:12, 12:15, 15:12, 8:15, 15:12)
5. října 1994

### Semifinále
Nizozemsko -  USA 3:2 (5:15, 16:14, 10:15, 15:8, 15:11)
7. října 1994 - Atény
 Itálie -  Kuba 3:1 (15:12, 8:15, 15:9, 15:2)
7. října 1994 - Atény

### Finále
Itálie -  Nizozemsko 3:1 (15:10, 11:15, 15:11, 15:1) 
8. října 1994 - Atény

### O 3. místo
USA -  Kuba 3:1 (15:6, 14:16, 15:8, 15:9)
8. října 1994 - Atény

### O 5. - 8. místo
Brazílie -  Rusko 3:0 (15:5, 15:12, 15:5) 
7. října 1994 - Soluň
 Řecko -  Korejská republika 3:1(15:9, 14:16, 15:11, 15:6)
7. října 1994 - Soluň

### O 5. místo
Brazílie -  Řecko 3:0 (15:5, 15:9, 15:9) 
8. října 1994 - Soluň

### O 7. místo
Rusko -  Korejská republika 3:0 (15:11, 15:3, 15:4) 
8. října 1994 - Soluň

## Soupisky
1.  Itálie
| - Andrea Gardini - Paolo Tofol - Andrea Giani - Andrea Dzordzi | - Samuele Papi - Luca Cantagallo - Ferdinando Di Giorgi - Damiano Pippi | - Giacomo Dzhiretto - Lorenzo Bernardi - Pasquale Gravina - Marco Bracci |

- Trenér: Julio Velasco

2.  Nizozemsko
| - Misha Latuhihin - Arnold van Ree - Henk-Jan Held - Brecht Rodenburg - Guido Gortzen - Jan Posthuma | - Marco Klok - Ron Zwerver - Bas van de Goor - Edwin Benne - Olof van der Meulen - Peter Blangé | - Robert Graber - Martin van der Horst - Ronald Zoodsma - Mike van de Goor - Robert van Es - Mark Lentelina |

- Trenér: Joop Alberda

3.  USA
| - Lloy Ball - Daniel Greenbaum - Scott Metcalf - Robert Ctvrtlik - Bryan Ivie - Thomas Sorensen | - Brent Hilliard - Scott Fortune - Robert Samuelson - Duncan Blackman - Eric Sato - Dexter Rogers | - Jeff Nygaard - Duane Cameron - Ethan Matts - Daniel Landry - Brett Winslow - Jason Stimpfing |

## Konečné pořadí
| 13.              | Mistrovství světa 1994 | Z | V | P | Skóre | B  |
| ---------------- | ---------------------- | - | - | - | ----- | -- |
| Zlatá medaile    | Itálie                 | 7 | 6 | 1 | 20:6  | 13 |
| Stříbrná medaile | Nizozemsko             | 7 | 5 | 2 | 16:10 | 12 |
| Bronzová medaile | USA                    | 7 | 6 | 1 | 20:7  | 13 |
| 4.               | Kuba                   | 7 | 4 | 3 | 14:13 | 11 |
| 5.               | Brazílie               | 7 | 5 | 2 | 19:8  | 12 |
| 6.               | Řecko                  | 7 | 4 | 3 | 12:12 | 11 |
| 7.               | Rusko                  | 7 | 4 | 3 | 15:11 | 11 |
| 8.               | Jižní Korea            | 7 | 2 | 5 | 10:18 | 9  |
| 9.               | Bulharsko              | 4 | 2 | 2 | 7:7   | 6  |
| 9.               | Kanada                 | 4 | 1 | 3 | 5:9   | 5  |
| 9.               | Německo                | 4 | 1 | 3 | 4:10  | 5  |
| 9.               | Japonsko               | 4 | 1 | 3 | 4:11  | 5  |
| 13.              | Čína                   | 3 | 1 | 2 | 3:6   | 4  |
| 13.              | Argentina              | 3 | 0 | 3 | 3:9   | 3  |
| 13.              | Švédsko                | 3 | 0 | 3 | 3:9   | 3  |
| 13.              | Alžírsko               | 3 | 0 | 3 | 0:9   | 3  |